# Psaliodes seitzi
Psaliodes seitzi là một loài bướm đêm trong họ Geometridae.